# Lista de advogados políticos de Portugal
Esta é uma lista de personalidades da vida pública de Portugal, que têm ou tiveram cargos de natureza política relevante, e que são ou foram advogados.

## Lista
| Nome                             | Partido político | Foto                 |
| -------------------------------- | ---------------- | -------------------- |
| Alberto Costa                    | PS               |                      |
| José Pinto Ribeiro               | PS               |                      |
| Nuno Melo                        | CDS-PP           |                      |
| Alberto Martins                  | PS               |                      |
| António de Almeida Santos        | PS               |                      |
| Francisco Lucas Pires            | PSD              |                      |
| António Costa                    | PS               |                      |
| António Lobo Xavier              | CDS-PP           | [[Ficheiro:\|110px]] |
| Narana Coissoró                  | CDS-PP           |                      |
| Daniel Proença de Carvalho       | PS               | [[Ficheiro:\|110px]] |
| Duarte Lima                      | PSD              | [[Ficheiro:\|110px]] |
| Fernando Aguiar-Branco           | PSD              |                      |
| Fernando Seara                   | PSD              | [[Ficheiro:\|110px]] |
| Francisco Lucas Pires            | CDS-PP           | [[Ficheiro:\|110px]] |
| Francisco Sá Carneiro            | PSD              |                      |
| Francisco Salgado Zenha          | PS               |                      |
| Garcia Pereira                   | PCTP/MRPP        | [[Ficheiro:\|110px]] |
| Gonçalo Rodrigues da Câmara Lima |                  | [[Ficheiro:\|110px]] |
| Henrique Medina Carreira         | PS, até 1978     |                      |
| Jaime Gama                       | PS               |                      |
| Jorge Lacão                      | PS               |                      |
| Jorge Sampaio                    | PS               |                      |
| José Carlos Vasconcelos          |                  | [[Ficheiro:\|110px]] |
| José Eduardo Martins (político)  | PSD              | [[Ficheiro:\|110px]] |
| José Luís Arnaut                 | PSD              |                      |
| José Menéres Pimentel            | PSD              |                      |
| José Miguel Júdice               | PSD, até 2006    | [[Ficheiro:\|110px]] |
| José Pedro Aguiar-Branco         | PSD              |                      |
| José Pinto Ribeiro               | PS               | [[Ficheiro:\|110px]] |
| José Ribeiro e Castro            | CDS-PP           | [[Ficheiro:\|110px]] |
| Luís Marques Mendes              | PSD              |                      |
| Mário Soares                     | PS               |                      |
| Mota Amaral                      | PSD              |                      |
| Nuno Morais Sarmento             | PSD              | [[Ficheiro:\|110px]] |
| Paula Teixeira da Cruz           | PSD              |                      |
| Pedro Mota Soares                | CDS-PP           |                      |
| Pedro Santana Lopes              | PSD              |                      |
| Pedro Silva Pereira              | PS               |                      |
| Rui Pereira                      | PS               |                      |
| Vera Jardim                      | PS               | [[Ficheiro:\|110px]] |